# Operacija Kiseli gambit
Operacija Kiseli gambit bio je plan za spašavanje američkog građana pod imenom Kurt Muse, za kojeg su novine izvjestile da je bio CIA-in operativac, iz ozloglašenog zatvora Carcel Modelo u Panama Cityju.

## Amerikanac u Panami
Kurt Muse rođen je u Arizoni, a odrastao je u Panama Cityju. Nakon kraćeg vremena u Američkoj vojsci, Muse se vratio u Panamu gdje je njegova žena dobila posao kao školska učiteljica, a Kurt se pridružio njezinom ocu u prodavanju tiskarske i grafičko-umjetničke opreme kroz Srednju Ameriku. Muse je jako brinuo za panamski narod i bio je sve više frustriran zbog počinjenih djela generala Manuela Noriege i Panamskih obrambenih snaga (Panama Defense Forces, PDF) koji su htjeli potkopati rast demokracije u državi.
Muse i mala grupa bliskih prijatelja odlučili su napraviti više proaktivni pristup za borbu protiv rastuće opresije. Koristeći radio skeniranje i odašiljačku opremu nabavljenu u Miamiju, Muse i mali obavještajni tim od 4–5 Panamaca počeli su emitirati poruke protiv Noriege. To je postignuto odlučivanjem koje su najpopularnije mjesne radio stanice, hvatanjem njihovih frekvencija i zatim jednostavno podizanjem jačeg odašiljača. Ovo bi prevladalo usporedno slabiji signalni prijenos radio stanice i umjesto toga bi prenosio bilo kakve poruke koje bi piratski radio tim odlučio poslati. 
Kako su učinci ovih radio-prijenosa postali više očigledni, Muse i njegov tim shvatili su da je potrebna naprednija oprema. Do tada, Muse je otišao nekoliko puta u Miami, Floridu, gdje je naručivao opremu dovoljno malu da stane u kofer. Nije jasno do koje mjere je CIA pružala ovakvu opremu, međutim, sada se znalo da je CIA u ovom dijelu upetljana u pomaganje Museovog piratskog radio tima. Potom se vratio u Panamu gdje je oprema sastavljena za korištenje. 
Nakon nekoliko testova da bi se osigurali da oprema radi pravilno, odlučeno je da će se početno emitiranje piratskih radio stanica dogoditi kada će se Noriega službeno obratiti panamskom narodu. Izjava vlade, kao i u američkom Govoru o stanju Unije, slušat će većina ljudi u Panami, stoga je to predstavljalo najbolju priliku za pristup što široj publici. 
Okupljeni na obližnjem stadionu, 20.000 bodrećih Panamaca čekali su Noriegu da započne svoj govor. Museov tim brzo se popeo na vrh etaže, pripremio svoju opremu i čekao. Dok Noriega prilazi pozornici za govor, bučno klicanje događa se unutar stadiona. To je bio trenutak koji su čekali, i Muse pritisne gumb za prijenos, šaljući dvo-minutnu prethodno-snimljenu poruku "Slobodnog demokratskog naroda Paname". Kad su završili, tim je brzo rastavio opremu i članovi su se vratili svojim domovima. Iako nisu mogli znati u to vrijeme, njihovo piratsko emitiranje djelovalo je daleko izvan očekivanja.
Sljedećeg dana, naslovnice na prednjim stranicama panamskih novina bile su pune vijesti o "imperijalističkim Yankee-ima" i njihovoj propagandi. Bilo je očito da je poruka dospjela do masa. Kako god je ovo nastojanje bilo uspješno, također je i privuklo punu pozornost bijesnog Manuela Noriege, koji je odmah zadužio svoje snage da ulove i uhite počinitelje. Muse je nastavljao s ovim emitiranjima sljedeća dva mjeseca, a lov je počeo. Tijekom ovog vremena, Noriega je postajao sve više i više osobno uvrijeđen emitiranjima i s vremenom je doveo stručnjake iz Istočne Njemačke i Kube da mu pomognu pronaći nedostižni plijen. 
No, nisu ti stručnjaci nakon nekog vremena priveli Musea. Bez njegovog znanja, obavijest je stavljena na međunarodni aerodrom, usmjeravajući službenike da uhite Amerikanca čim ga spaze. Nakon svog povratka iz rutinskog putovanja u Miami, vojni službenik u zračnoj luci Panama Cityja primijetio je ovu tjeralicu, zalijepio je na obližnji zid, te obavijestio civilne dužnosnike o Museu. Museovi dani piratskog emitiranja su gotovi i odveden je u tajnu zgradu policijskog sjedišta u centru grada Paname.

## Modelo
Muse je ispitivan tri dana, bez sna, i prisiljen gledati druge zatvorenike dok ih se ispred njega muči. U jednom trenutku, bijesni ispitivač gurnuo je pištolj u njegov zatiljak, stavio metak u cijev, i onda napustio sobu u gnjevu. Muse je onda premještan na više lokacija, navodno da bi se eliminirali bilo kakvi pokušaji da ga SAD pronađe. Panamska vlada, daljnje frustrirana zbog neuspjelih pokušaja da krivično dokaže da je Muse građanin Paname, a ne SAD-a, je prvotno odbila dozvolu da ga bilo koji američki službenici kontaktiraju. Američko državno tajništvo reagiralo je brzo, odgađajući sve vize iz Paname za SAD. Uskoro poslije toga, Noriega, prešutno pomiren sa sankcijama viza i povezan s uvjetima Sporazuma Panamskog kanala, dopustio je kontakt između američkih službenika i Musea na redovitoj osnovi. 
Bilo je to u ovom vremenu kada je Muse prebačen u ozloglašeni zatvor Modelo (Carcel Modelo), postrojenje sagrađeno 1925. da bi primilo otprilike 250 zatvorenika. Međutim, do 1987. zatvor je imao preko 1000 zatvorenika, stvarajući barbarske životne uvjete. Muse je držan u ćeliji (2×3) s malim zahodom, sljedećih devet mjeseci. Jedini namještaj koji je bio dopušten je madrac od 5-centimetara debele pjenaste gume, a jedina zaštita od hladnoće je betonski pod. Tijekom ovog razdoblja, samo bi mu bilo dopušteno četiri puta izaći iz ćelije.
Vireći kroz mali kvadratni prozor, Muse je vidio rezultate raznih zlodjela i mučenja, uključujući i jednu prigodu gdje je Panamac omotan u američku zastavu, obješen lisicama na košarkaški obruč bio pretučen palicama i gumenim šmrkovima. Muse nije svjedočio tim slučajevima, ali je bio prisiljen slušati, kako je tortura unutar zatvora bio svakodnevni proces. Vriskovi izmučenih muškaraca odjekivali su kroz Modelo dan i noć. S vremenom je divljačko stanje počelo predstavljati mentalni i fizički teret Museu i do devetog je mjeseca izgubio 20 kilograma tjelesne težine.
U potpunosti svjestan što Muse proživljava, predsjednik George H. W. Bush obećao je da će ovaj Amerikanac biti izbavljen. S ovom donesenom odlukom, prepušteno je vojnim zapovjednicima kako će se to provesti dalje. Bilo je brzo odlučeno da će zadatak dobiti elitna protuteroristička jedinica Delta Force, službeno poznata kao 1. operativni odred specijalnih snaga–Delta (1st SFOD-D), u suradnji sa 160. avijacijskom regimentom za specijalne operacije (160th SOAR) i s potporom bojnog aviona AC-130 kojeg će pružati 1. krilo za specijalne operacije. 
Prateći propali coup d'état (državni udar) 3. listopada, Modelo je pretvoren iz civilne u vojnu ustanovu. Skoro preko noći, vojno osoblje je zamijenilo civilne čuvare, a utvrđene obrambene pozicije su pripremljene. Također je to bilo vrijeme kada je Noriega počeo zvati Musea taocem, a ne zatvorenikom. Dodatno, naoružani čuvari stajali su izvan Museove ćelije, s naredbama da ga ubiju ako SAD napravi bilo kakvu akciju protiv Paname. 
Inicijalno planiranje operacije počelo je u Fort Braggu, Sjevernoj Karolini. Delta Force je dovršio misijom-prilagođene pripreme za spašavanje na zabačenoj instalaciji za vježbu smještenoj u Bazi ratnog zrakoplovstva Eglin, Florida. Radi poboljšanja jurišnog tima da bi se probio kroz jako čuvani zatvor, sagrađena je trokatna maketa stvarnoj veličini. Specifična obilježja nadograđena su pomoću izvješća tog vojnog osoblja kojem je bilo dopušteno posjetiti Musea u njegovoj ćeliji. Na ovaj način je bilo moguće izvježbati misiju u potpunoj tajnosti i u svakom detalju. Bilo je to mjesto gdje su se provodile intenzivne vježbe s pravim streljivom.
Plan, pod imenom, operacija Kiseli gambit, je bio jednostavan, barem u teoriji. Avijacijsku potporu pružao bi 160. SOAR s MH-6 Little Birdovima. Ovaj agilni, nenaoružani helikopter, derivat izvidničkog helikoptera OH-6 Cayusea korištenog u Vijetnamu, bio je posebno opremljen vanjskih "klupama" dizajniranim da prevozi do 3 operatora na svakoj strani. Obojan u crno zbog noćnih operacija, mali helikopter mogao je obaviti brza ubacivanja i izvlačenja snaga za specijalne operacije u područja u koja veći brat, MH-60 Black Hawk, nije mogao. Ovaj isti napadački paket kombiniran s MH-60-icama od 160. bi također bio zadužen za hvatanje samog Manuela Noriege, u operaciji zvanoj Klimavi paket.
Pomoću ove metode, jurišni tim bi sletio na krov zatvora, napravio eksplozivni ulaz kroz put bez nadzora i napredovao do Museove ćelije na drugom katu. Na putu bi neutralizirali bilo kakav otpor znajući da čuvar(i) koji trebaju ubiti Musea su prvi na listi. Zatim bi se povukli s Museom nazad na krov, ušli u helikopter i pobjegli. Deltin snajperski tim isto bi bio smješten pored zatvora tako da se neutraliziraju čuvari koji su pozicionirani izvan zatvora. Konačno, zračnu paljbenu potporu pružala bi dva napadačka helikoptera AH-6 Little Bird i dva bojna aviona AC-130H Spectre. Oni bi napali unaprijed označene mete i ostali dostupni za bilo kakav poziv za asistenciju.
Problem je predstavljala činjenica da kompleks "Comandancia", sjedište PDF-a, je stajalo preko puta na ulici. "Comandancia", najčešće navođena kao zasebna zgrada, je zapravo bio zidom ograđen kompleks s brojnim manjim zgradama kao što su skladišta, mjesta opskrbe i vojarna. To je predstavljalo očiti problem. Bilo koji helikopterski napad na zatvor bi uzbunio PDF-ove snage unutar "Comandancije" i navjerojatnije bi uzrokovalo hitno pojačanje sigurnosti zatvora. 
17. prosinca 1989., SAD je sazvao svoje snage na uzbunu za skorašnju invaziju na Panamu. Kroz 19. prosinca, Deltini snajperski promatrači u brdima osmatrajući zatvor, te nekoliko obučenih u civilnu odjeću kako lutaju gore i dolje po okolnim ulicama, su oprezno bilježili ulaske i izlaske iz zatvora. Posebno su obraćali pažnju na bilo kakve nove obrambene konstrukcije, oružja koje su nosili vojnici i čuvari i ostale vitalne informacije. 
U posljednjem kontaktu, zadnje prijateljsko lice koje bi Muse vidio prije napada, bio bi nepoznati pukovnik u prostoriji za posjetitelje. Okupljanje je uključivalo reportere, zatvorske čuvare i službenike. Svi prisutni mogli su čuti kako američki helikopter i bojni avion prolaze nisko i glasno preko zatvora. Dok se zvuk stišavao, pukovnik je izjavio – s glasom dovoljno glasnim da ga cijela soba čuje, da se želio osigurati da Muse zna da moraju poslušati naredbe i da ga moraju ubiti ako SAD pokuša bilo kakvu akciju protiv Paname. Muse je rekao da shvaća. Pukovnik je kimnuo glavom, onda nastavio jasno navodeći, više za združenu skupinu nego samo za njega kao taoca, da ako itko naudi Museu, nitko neće iz zatvora izaći živ. S time je završio, okrenuo se i izašao iz sobe. Svi prisutni prestali su s onim što su radili i pogledali jedni u druge. Njegova poruka bila je glasna i jasna. Ali ono što je Muse znao, a oni nisu, je da netko dolazi po njega i tko god da je to bio neće dopustiti da se išta nađe na putu između njih i jednog Amerikanca u ćeliji.

## Kiseli gambit
U 00:45 sati, dva helikoptera AH-6 ispalili su prve pucnje u operaciji Kiseli gambit dok su uzastopno "natapali" krov dvokatnog apartmana s mecima svojih minigun-ova M134 kalibra 7.62mm da bi eliminirali potencijalne snajperske prijetnje. Brzo su popratili s nekoliko plotuna nevođenih 70-milimetarskih Hydra raketa iz svojih dvaju vanjskih raketnih klupa u obližnju "Comandanciju". Ovaj napad napravio je značajnu štetu zgradi zbog čega je PDF odmah krenuo na obranu kompleksa. S njihovim završenim napadom, zazvali su metu, što je značilo da su mnogo veći Spectre-ovi s fiksnim krilima mogli pucati. Bez znanja pilota prvog Little Birda, drugi AH-6 je srušen i grubo je sletio unutar kompleksa. Pilot je preživio pad i u izvanrednoj svijesti o situaciji se maknuo od tih zgrada za koje je znao da su mete bojnih aviona iznad, te je pobjegao u sigurnost na suprotnu stranu kompleksa.
Dva bojna aviona letjeli su u visokoj putanji iznad kompleksa "Comandancia". Leteći u konfiguraciji znanoj kao "Top Hat", dva Spectre-a djelovali su neovisno na raznim visinama (određene visine ostaju povjerljive). Na ovaj način, jedan je letio niže što se najbolje može opisati kao "rub šešira" (brim of the hat), a drugi otprilike 300 metara više u sličnom kružnom, ali užem uzorku. Ova jedinstvena taktika, koja je primijenjena samo jedanput u borbi, im je omogućila da nose oružja dvaju bojnih aviona (nasuprot jednom standardnom bojnom avionu) u jako malo područje. Ovo se smatralo potrebnim radi većeg broja meta koje bi se trebalo napasti unutar vremenskog okvira od četiri i pol minute. 
Zadatak ovih dvaju bojnih aviona, pod komunikacijskim nazivima Air Papa 06 i Air Papa 07, je bio pogoditi pet zgrada u kompleksu. Svrha ovog je bila dvostruka. Prvo, pucnjava je namijenjena da privuče pažnju PDF-a daleko od zatvora tijekom napada spasilačkog tima. Drugo, bilo je planirano da se "omekša" bojište za Task Force Gator za kojem je dodijeljeno da sredi kompleks.
Kako bi bilo sigurno da su sve potrebe tima na tlu utvrđene i sve mete napadnute, bojni avioni ostali su u kontaktu s Black Hawk-om za Zapovjedništvo i kontrolu (C-2), kao i s jedinicom na krovu kroz svo vrijeme provedeno na stanici. Navodno je izvješteno, da je ovaj osigurani komunikacijski sistem radio iznimno dobro, za razliku od tragičnog iskustva u napadu Navy SEALsa na obližnjem Zračnom polju Paitilla u kojem su četiri SEAL-a poginuli. 
Prvi bojni avion ispucao je tri 105-milimetarske visoko-eksplozivne rakete u svaku od pet zgrada kompleksa. Prvi hitac pogodio je skladište streljiva u vojarni oko 100 metara od zgrade "Comandancije". Serija eksplozija i paljbe je uslijedila, uništavajući strukturu.
"Air Papa 07" (neslužbeno pod oznakom "Bad Company") bi ostao iznad kompleksa "Comandancije" pružajući blisku zračnu potporu (close air support, CAS) za mehanizirane i ostale kopnene snage. Međutim, "Air Papa 06" ("Iron Maiden"), prvotno zadužen za pružanje potpore za operacije u tijeku za uhićenje gen. Noriege, je neočekivano nanovo zadužen za pratnju elementa mehaniziranih snaga kroz Panama City do američke ambasade, gdje bi bojni avion ostao u zaštitnom kruženju većinu noći. Srećom, nijedan od bojnih aviona nije napadnut prenosivim surface-to-air raketama, i iskusili su samo blagu aktivnost protuzračnoga topništva od jednog oružja (kalibra 12,7 mm) koje je pucalo iz lokalnog bejzbolskog igrališta (ovu poziciju je kasnije uništio "Air Papa 07"). 
S napadom u tijeku i četirima nadolazećim MH-6 helikopterima, mali snajperski tim smješten na obližnjem susjedstvu Quarry Heights pažljivo je odabrao mete i obavijestio spasilačku snagu. Pod vodstvom seniorskog Delta narednika, stručni strijelci, prolaznici najtežih snajperskih škola na svijetu, oprezno su naciljali sa standardnim i .50-kalibarskim snajperskim puškama i počeli pucati. Kroz par trenutaka, nekoliko čuvara je ubijeno. Zatim su obratili pažnju na zatvorski generator lociran lijevo od zatvorskog ulaza ispod limenog krova. Nakon što je uništen, unutrašnjost zatvora odmah se zamračila.

## Spašavanje
Nakon što je čuo zvukove pucnjave (ne od snajpera, nego od napada na PDF-ov bus preko puta zaljeva u Fort Amadoru), Muse se probudio. Dok se staccato pucnjava teškog kalibra nastavljala, shvatio je da se nešto neuobičajeno događa i brzo je zgrabio svoju odjeću. Kako je ostatak od procijenjenih 60 metaka "lajalo" kroz vlažni noćni zrak, otišao je do svog zahoda, provirio iza ugla da vidi da li netko dolazi do njegove ćelije. Koliko god brzo je počelo, već bilo je gotovo. Sve u zatvoru utihnulo je.
Muse je potom čuo poznati zvuk borbenih čizama kako trče po stepenicama. Tada je shvatio da bi ti koraci mogli biti od ljudi koji su ga došli ubiti. Međutim, ovi ljudi nisu otvorili njegovu ćeliju, nego su umjesto toga otrčali prema kancelariji časnika preko puta njegove ćelije. Muse je slušao PDF čuvare dok izbezumljeno objašnjavaju svom kapetanu da se nešto događa vani. Oficiri su brzo potrčali niz stepenice s vojnicima i počeli braniti zatvor.
Kasnije, ubrzo, četiri Little Birdova, svaki s četiri operatora, spustili su se na krov zatvora. Vrata od krova za ulaz u unutrašnjost zatvora brzo su otvorili eksplozivnim nabojima, i tim je brzo došao do drugog kata. Dva ili moguća tri čuvara je ubijeno u par sekundi koliko je timu trebalo da pretrči dva seta stepenica do Museove ćelije. Četiri MH-6, nakon što su iskrcali tim, su odletili sjeverno gdje su kružili leteći i čekali poziv za izvlačenje tima. 
Onda, neočekivano, bojni avioni dobili su "poziv za paljbu" od jurišnog tima. Tim je trpio paljbu s trećeg kata "Comandancije". Zbog ovoga su Spectreovi prestali napadati bilo kakve mete koje su napadali, tako da bi bili u mogućnosti hitno pomoći kopnenim snagama. Par trenutaka kasnije, bojni avioni počeli su gađati svojim 40-milimetarskim topovima kroz limeni krov "Comandancije", stišavajući metu.
U zatvoru, Muse je slušao zvukove bitke od eksplozija i streljačkih oružja. Dim je počeo puniti zrak, te je onda primijetio nešto. Bijele zrake od malih baterijskih svjetiljka montiranih ispod oružja jurišnog tima plesale su kroz tamu i dim. Američki glas čuo se kroz izmaglicu govoreći Museu da se skloni. 
Muse se sagnuo i trenucima kasnije mala eksplozija raznijela je vrata. Teško naoružani Delta operator, od glave do pete u crnoj zaštitnoj borbenoj opremi, stavio je Museu kevlarnu kacigu i prsluk. Nakon toga, odveo je Musea iz njegove ćelije i njih dvojica su brzo krenuli prema gore na krov. Prolazeći pored stola, Muse je primijetio da čovjek koji ga je trebao ubiti je mrtav. Također je, iznenađen, primijetio da jedan čuvar nije zapravo ubijen, nego je zavezan i ostavljen na podu u fetalnom položaju. Ovaj čuvar pokazao se mudrijim za razliku od svojih drugova – nije davao otpor spasiteljima zbog čega nije ubijen. 
Sad na krovu, pojavilo se još komandosa i svi su se smjestili u helikoptere, te brzo uzletjeli. Jedan element tima bio bi ovdje dok ne dođe Black Hawk i pokupi ih. Muse je smješten između dva Delta operatora, na sigurnom. Međutim, ubrzo je jedan od pilota na MH-6 u kojem je Muse, vidio kroz svoje noćno-vidne naočale (night-vision goggles, NVG) da su dalekovodi ravno ispred njih. Hitro je povukao helikopter gore i prešao preko strujnih kablova. No zahtjevi jako natovarene letjelice uzrokovali su da helikopter brzo izgubi visinu gdje se na trenutak činilo da će se srušiti strmoglavo na ulicu s nekih 20 metara. U izvanrednom podvigu letačke vještine, piloti su uspjeli izbjeći katastrofu i održati svoj helikopter na visini.
Ipak, MH-6 je bio toliko oštećen da je pilot mogao održati samo par metara visine. Stoga, završio je "vozeći" helikopter niz tijesnu ulicu, pokušavajući održati distancu između njih i zatvora. Nakratko, sletjevši na dvorište između zgrada dvaju apartmana, pilot je pokušao poletjeti još jedanput. Ovaj napor isplatio se na kratko vrijeme jer su se nakon par trenutaka opet našli u naletu pucnjave. Little Bird se nagnuo na zid i srušio na ulicu s male udaljenosti i razbio padajući na svoju desnu stranu dok su putnici iskakali s par metara na tlo. Dok su Muse i operator izlazili iz helikoptera, jedna od oštrica s rotora se još vrtila i udarila operatora u glavu. Zapanjujuće, Delta operator, s licem pokrivenim krvlju, je povratio svijest i odmah provjerio je li Muse ozlijeđen. Zatim je odveo Musea do susjedne zgrade kao sigurnijeg mjesta zaštite od moguće linije paljbe.
Uzimajući defenzivni perimetar pored napuštenog džipa, Delta Force tim, s nekoliko članova ozbiljno ranjenim od pucnjave i grubog slijetanja, smjestili su Musea na najsigurniju lokaciju, te se pripremili uzvratiti paljbu protivnicima. Muse, istreniran u uporabi vatrenog oružja iz svojih dana u vojsci, zatražio je oružje da pomogne u pucnjavi, jedan od operatora mu je dao pištolj. Ovaj tim bio je na ovoj poziciji na ulici oko 15 minuta sve dok, koristeći infracrveno stroboskopsko svjetlo, signalizirali su svoj položaj letjelici iznad njih. S utvrđenom pozicijom, oklopni transporteri od 5. pješačke divizije uskoro su se pojavili da izvuku tim.
Delta Force, 160. avijacijska pukovnija za specijalne operacije i duo Spectre bojnih aviona uspješno su spasili Kurta Musea iz sigurne smrti u rukama panamskih zarobljivača. S time, postali su prvi američki protuteroristički tim ikada koji je izbavio američkog taoca iz neprijateljskih ruku.